# دمیتری خارین
 دمیتری خارین  (به روسی: Dmitri Kharine) (زاده ۱۶ آگوست ۱۹۶۸ - مسکو) بازیکن فوتبال اهل روسیه است. وی سابقه عضویت در باشگاه‌های چلسی و سلتیک را دارد.
همچنین وی سابقه حضور در جام جهانی فوتبال ۱۹۹۴ را دارد.